# Lully (Alta Saboia)
Lully é uma comuna francesa na região administrativa de Auvérnia-Ródano-Alpes, no departamento da Alta Saboia. Estende-se por uma área de 4.8 km². Em 2010 a comuna tinha 706 habitantes (densidade: 147,1 hab./km²).